# مطار شيغاتسي بيس
مطار شيغاتسي بيس (بالإنجليزية: Shigatse Peace Airport)‏ و(بالصينية: 日喀则和平机场) (إياتا: RKZ، إيكاو: ZURK) مطار عسكري/عام يقع بمدينة شيغاتسي, الصين في الصين. يبلغ طول المدرج 5000 م ويرتفع عن سطح البحر 3782 م.

## شركات الطيران والوجهات
| شركـات طيـران         | الوجهات                                                |
| --------------------- | ------------------------------------------------------ |
| خطوط شرق الصين الجوية | مطار شانغهاي بودنغ الدولي، مطار شيان شيانيانغ الدولي   |
| طيران التبت           | مطار تشنغدو شوانغليو الدولي، مطار شيان شيانيانغ الدولي |
| West Air ‏             | مطار تشونغتشينغ جيانغبى الدولي                         |

## وصلات خارجية
- http://www.flightstats.com/go/Airport/airportDetails.do?airportCode=RKZ